# Cantică pentru Leibowitz
Cantică pentru Leibowitz (în engleză A Canticle for Leibowitz, literal „O cântare pentru Leibowitz”) este un roman științifico-fantastic post-apocaliptic scris de autorul american Walter M. Miller, Jr. , publicat pentru prima oară în 1960.

## Scrierea romanului
Autorul a participat ca soldat american la distrugerea abației Monte Cassino și apoi la Bătălia de la Monte Cassino din anul 1944, teme care se regăsesc în scrierile sale. 
Romanul se bazează pe trei nuvele scrise de Miller și apărute în The Magazine of Fantasy and Science Fiction. A Canticle for Leibowitz este singurul roman publicat în timpul vieții autorului. Considerat unul din romanele clasice science fiction, a avut peste 25 de ediții și reeditări. A câștigat în 1961 Premiul Hugo pentru cel mai bun roman science fiction. Romanul a influențat lucrarea Der Untergang der Stadt Passau (1975) de Carl Amery.

## Prezentare
Personajul Isaac Edward Leibowitz, un fost electrotehnician al armatei americane, supraviețuiește războiului nuclear și devine catolic. Într-un context în care știința și cunoașterea sunt din ce în ce mai periculoase, Leibowitz își câștigă existența din traficul ilegal cu cărți. Analfabetismul se răspândește masiv, iar cercetătorii cad victime asasinatelor. Leibowitz încearcă să păstreze urme ale culturii care se prăbușise. La o acțiune de trafic cu cărți este prins și schingiuit până la moarte.
Un mic grup de călugări discipoli ai lui Leibowitz încearcă să păstreze cunoștințele omenirii într-o mănăstire romano-catolică dintr-un deșert aflat în sud-vestul Statelor Unite, după  războiul nuclear devastator. Abațiile sunt singurele centre care mai păstrează cunoștințele omenirii într-o epocă din ce în ce mai primitivă. Ordinul albertin al lui Leibowitz reconstituie și salvează povestea a mii de ani de civilizație umană.

## Traduceri în română
- Cantică pentru Leibowitz, traducere de Gabriel Stoian; Editura Rao, ISBN 973-97417-8-9, 1997